# Mustafa Balel
Mustafa Balel (Sivas, Turquia, 1 de setembre de 1945) és un escriptor i traductor turc.

## Biografia
Després de graduar-se al Departament de Filologia Francesa de l'Institut d'Educació Gazi, a Ankara (1968), va estudiar a la Universitat de Poitiers a França (1971-1972).De retorn a Turquia, va treballar com a mestre a diverses institucions educatives de les ciutats d'Ardahan (1968-1970), Sivas (1972-1975) i Istanbul, i a l'Institut d'Educació Atatürk; aquesta ocupació no li va impedir d'escriure diversos contes i novel·les, així com traduir per als lectors turcs diversos escriptors en llengua francesa, com ara Michel Tournier, Yann Queffelec, Pascal Bruckner, Jorge Semprún, Gustave Flaubert, Panaït Istrati, Jean-Philippe Toussaint, Dragan Babic, Marlène Amar, etc.
Col·laborà també en la redacció de diverses enciclopèdies, Larousse (GDL, Mémo), Axis 2000, i algunes altres. Entre les seves activitats literàries es troba la publicació Öykü, destinada als afeccionats de relats curts.
En els seus contes, crida l'atenció la seva habilitat per combinar la tècnica de la història contemporània, amb el seu domini de la narració tradicional, juntament amb una reeixida anàlisi psicològica. En les seves obres, es nota que indica una estructura matriarcal que subreptíciament governa sobre una aparent societat patriarcal.
Mustafa Balel va guanyar el premi de novel·la al 12è Festival d'Antalya, amb la seva història Can Erigi (Pruna, 1975) i el Premi del Concurs de Teatre organitzat per la Fundació de Teatre, Òpera i Ballet de Turquia, amb la seva obra de teatre « Gün Vurgunu » (Aclaparat de dia).
Els dos últims títols són novel·les destinades als joves.

## Novel·la
- Peygamber Çiçeği (El blauet, 1981; 2005)
- Asmalı Pencere (La finestra a la vinya, 1983; 2011)
- پنجره‌ای به شاخسار تاک (Window With the Grapevine, roman in Persian, Peydayesh Publishing, Teheran, 2017)
- Bizim Sinemamız Var! (Però veiem, tenim el cinema!, 1979)
- جامه‌های سفیر (Costumes of the consul, roman in Persian, Hamshahri Collection, Teheran, 2015)
- Cumartesiye Çok Var mı? (Dissabte, és lluny?, 1982; 2011)
- Nöbetçi Ayakkabıcı Dükkanı (Botiga de sabates de guàrdia, 2005)

Els dos últims títols són novel·les destinades als joves.

## Contes
- Kurtbogan (El llop, 1974)
- Kiraz Küpeler (Pendents de la cirera, 1978; 2010)
- Gurbet Kaçti Gözüme (L'exili en els meus ulls, 1982)
- Turuncu Eleni (Eleni la taronja, 1992)
- Karanfilli Ahmet Güzellemesi (Elogis per Ahmet amb clavell, 2005)
- Etiyopya Kralinin Gözleri (Els ulls del rei d'Etiòpia, 2011)

## Relats de viatges
- Bükres Günleri (Dies de Bucarest, 1985)
- Istanbul Mektuplari (Cartes d'Istanbul, 2009)